# Fragnes
Fragnes este o comună în departamentul Saône-et-Loire, Franța. În 2009 avea o populație de 1.003 de locuitori.

## Evoluția populației
| An        | 1975 | 1982 | 1990 | 1999 | 2006 | 2009  |
| --------- | ---- | ---- | ---- | ---- | ---- | ----- |
| Populație | 364  | 569  | 740  | 895  | 990  | 1.003 |